# Florence Hervé

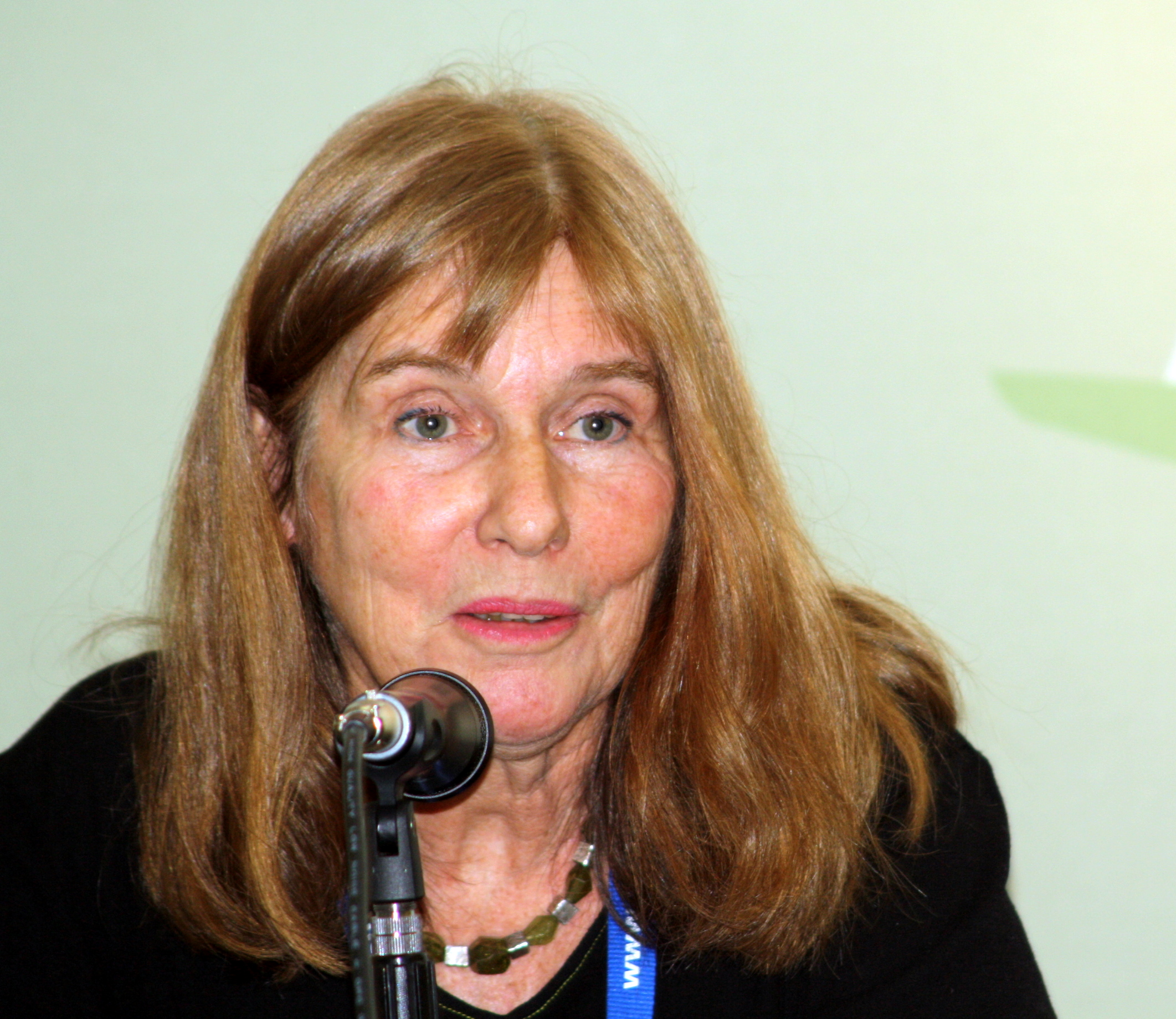
Florence Hervé auf der Leipziger Buchmesse 2010

Florence Hervé (* 17. April 1944 in Boulogne sur Seine) ist eine deutsch-französische Journalistin und Frauenrechtlerin.

## Leben
Hervé wuchs in Ville-d’Avray auf. Sie studierte nach dem Abitur 1961 Germanistik in Bonn, Heidelberg und Paris, wo sie 1976 mit dem Staatsexamen abschloss und als Germanistin promovierte.
1963 erhielt sie am Dolmetscher-Institut Heidelberg das Übersetzerin-Diplom und 1972 in Paris das Diplom Mémoire de Maitrise. Seit 1969 ist sie freiberufliche Publizistin (Réforme, Deutsche Volkszeitung, Frankfurter Rundschau, Kölner Stadt-Anzeiger, junge Welt, Allemagne d’aujourd’hui  u. a.) und in frauenpolitischen Vereinen und Initiativen aktiv. Seit Ende der 70er Jahre Dozentin an Universitäten und Volkshochschulen. Sie war Mitbegründerin der Demokratischen Fraueninitiative und ist Mitherausgeberin der Zeitschrift und des seit 1979 jährlich aufgelegten „Frauenkalenders“ (Wir Frauen). Seit 1975 engagiert sie sich in der europäischen und internationalen Frauenbewegung: Von 1994 bis 2002 in der Leitung der Internationalen Demokratischen Frauenföderation und von 1996 bis 2004 in der Fraueninitiative „Freiheit für Leyla Zana“.
Ihre Arbeitsschwerpunkte als Autorin und Herausgeberin (in deutscher und französischer Sprache) sind die Auseinandersetzung mit Faschismus und Kolonialismus, die Geschichte des antifaschistischen Frauen-Widerstands und der Frauenbewegungen nicht nur in Europa.

2014 sollte ihr das Bundesverdienstkreuz am Bande verliehen werden. Sie lehnte die Annahme jedoch ab. In ihrer Begründung heißt es: 

„Eine unzureichende Aufarbeitung der Nazivergangenheit, eine nicht konsequente Bekämpfung des offenen und latenten Neonazismus und Rassismus und eine unzureichende Anerkennung des antifaschistischen Widerstands – über den 20. Juli 1944 und die Weiße Rose hinaus – kennzeichnen leider weiterhin die Politik und das Geschichtsverständnis der Bundesrepublik. Würde ich die Auszeichnung annehmen, befände ich mich zudem in einer Reihe mit solchen früheren Preisträgern, die Nazis bzw. Nazitäter waren. Soweit mir bekannt ist, wurde bis auf eine Ausnahme keinem von ihnen nachträglich das Verdienstkreuz aberkannt. Das wäre im übrigen ein leicht machbares Unterfangen, das zudem der Geschichtsaufarbeitung diente.“

 Außerdem verwies sie darauf, dass sie nicht den Eindruck erwecken wolle, ihren Frieden mit dem herrschenden System gemacht zu haben.
Hervé lebt in Düsseldorf und im Département Finistère. Sie hat zwei Töchter.

## Auszeichnungendarunter
- 2011: Clara-Zetkin-Preis der Linken
- 2021: Luise-Büchner-Preis für Publizistik
- 2022: Louise-Otto-Peter-Preis der Stadt Leipzig

## Schriften

### Als Autorin
Monographien
- Studentinnen in der BRD. Eine soziologische Untersuchung (= Kleine Bibliothek. Band 33). Pahl-Rugenstein, Köln 1973, ISBN 3-7609-0079-8.
- Die DDR im Zerrspiegel der Massenmedien. Verlag Marxistische Blätter Frankfurt/M. 1977, ISBN 3-88012-498-1.
- Benoîte Groult: Salz der Freiheit. econ-Taschenbuch-Verlag München 1999, ISBN 3-612-26578-4
- „Wir fühlten uns frei“. Deutsche und französische Frauen im Widerstand. Klartext, Essen 1997, ISBN 3-88474-536-0.
- mit Brigitte Mantilleri: Schweiz. Frauengeschichten, Frauengesichter. edition ebersbach, Dortmund 1998, ISBN 3-931782-26-3.
- Bretagne. Frauengeschichten, Frauengesichter. Illustriert von Martin Graf. edition ebersbach, Dortmund 1998, ISBN 3-931782-18-2. (auch auf Französisch)
- Baskenland. Frauengeschichten, Frauengesichter. Mit Gerd Schumann. Illustriert von Mundo Cal. Dietz, Berlin 2000, ISBN 3-320-01985-6.
- Elsass. Frauengeschichten, Frauengesichter. Illustriert von Martin Graf. trafo, Berlin 2003, ISBN 3-89626-423-0 (auch auf Französisch).
- Frauen und das Meer. Illustriert von Katharina Mayer. Gerstenberg, Hildesheim 2004, ISBN 3-8067-2913-1 (auch auf Französisch).
- Frauen und Berge. Illustriert von Katharina Mayer. Modo, Freiburg im Breisgau 2006, ISBN 3-937014-47-0 (auch auf Französisch).
- Frauen der Wüste. Mit Fotos von Thomas A. Schmidt. AvivA, Berlin 2011, ISBN 978-3-932338-46-5 (auch auf Französisch).
- Wasserfrauen. Mit Fotos von Thomas A. Schmidt. AvivA, Berlin 2017, ISBN 978-3-932338-88-5 (auch auf Französisch).

Aufsätze
- Die „Oradour-Lüge“. Blick nach vorne; Versuch einer Zwischenbilanz. In: Augenblick. Berichte, Informationen und Dokumente der Mahn- und Gedenkstätte Düsseldorf. Band 8/9, 1995, ISSN 1434-3606, S. 27–28.
- Vor-Worte. In: Nikolaus Gatter (Hrsg.): Wenn die Geschichte um die Ecke geht (= Almanach der Varnhagen-Gesellschaft. Band 1). Spitz, Berlin 2000, ISBN 3-8305-0025-4, S. 105–108.
- Louise Ottos „Frauen-Zeitung“ in historischer und aktueller Sicht. Was ist an der „Frauen-Zeitung“ für uns von Interesse. In: Louise-Otto-Peters-Jahrbuch. Band 1, 2004, S. 85–94.
- Seit bald 25 Jahren erscheint die Zeitschrift „Wir Frauen“. In: Wer schreibt, der bleibt. Die neue Frauenbewegung. Band 28, Heft 66/67, 2005, S. 221–227.
- Vilipendée à l’ouest, encensée à l'est? Autour de la réception de Clara Zetkin à l'occasion de son 150e anniversaire. In: Allemagne d'aujourd'hui. 2007, ISSN 0002-5712, S. 148–152.
- „Im Innersten ist etwas unangreifbar und unverletzbar“. Zum Widerstand von Frauen in Deutschland und Frankreich. In: Spirale der Zeit. 6/2009, S. 58-61. Schriften aus dem Haus der FrauenGeschichte Bonn, ISSN 1864-5275.

### Als Herausgeberin
- Brot & Rosen. Geschichte und Perspektive der demokratischen Frauenbewegung. Marxistische Blätter,  Frankfurt am Main 1979, ISBN 3-88012-570-8.
- Frauenbewegung und revolutionäre Arbeiterbewegung. Texte zur Frauenemanzipation in Deutschland und in der BRD von 1848–1980. Marxistische Blätter, Frankfurt am Main 1981.
- Frauenzimmer im Haus Europa. PapyRossa, Köln 1991 (= Neue kleine Bibliothek. Band 19), ISBN 3-89438-025-X.
- Namibia. Frauen mischen sich ein. Orlanda Frauenverlag. Berlin 1993, ISBN 3-922166-85-7.
- mit Marieluise Christadler: Bewegte Jahre. Frankreichs Frauen (Zebulon Spezial). Zebulon, Düsseldorf 1994, ISBN 3-928679-21-X.
- Baskenland. Frauengeschichten, Frauengesichter. Illustriert von Mundo Cal. Dietz, Berlin 2000, ISBN 3-320-01985-6.
- Geschichte der deutschen Frauenbewegung. 7. Auflage. PapyRossa, Köln 2001, ISBN 3-89438-084-5 (EA Köln 1982)
- Simone de Beauvoir. Orange-Press, Freiburg i Br. 2003, ISBN 3-936086-09-5.
- Am Meer. Erzählungen und Gedichte (Blue Notes. Band 18). Edition Ebersbach, Berlin 2004, ISBN 3-934703-71-2.
- Sehnsucht nach den Bergen. Schriftstellerinnen im Gebirge. AvivA, Berlin 2008, ISBN 978-3-932338-33-5.
- Durch den Sand. Schriftstellerinnen in der Wüste. AvivA, Berlin 2010, ISBN 978-3-932338-41-0.
- Flora Tristan oder: Der Traum vom feministischen Sozialismus. Dietz, Berlin 2013, ISBN 978-3-320-02293-8.
- mit Martin Graf (Fotograf): Oradour – Geschichte eines Massakers/Histoire d'un massacre, PapyRossa, Köln 2015 (2. Aufl.). Deutsch und Französisch
- mit Martin Graf (Fotograf): Natzweiler-Struthof. Ein deutsches KZ in Frankreich – Un camp nazi en France, Köln 2017 (2. Aufl.). Deutsch und Französisch
- Louise Michel oder: Die Liebe zur Revolution, Dietz Verlag, Berlin 2021, ISBN 978-3-320-02381-2.
- Clara Zetkin oder: Dort kämpfen, wo das Leben ist. Dietz, Berlin 2007, ISBN 978-3-320-02096-5, 4., aktualisierte u. erweiterte Auflage 2020, (auch auf Französisch).
- Mit Mut und List. Europäische Frauen im Widerstand gegen Faschismus und Krieg, Köln 2020, PapyRossa, ISBN 978-3-89438-724-2 (3., durchgesehene Auflage 2023).
- Ihr wisst nicht, wo mein Mut endet. Europäische Frauen im Widerstand gegen Faschismus und Krieg, Köln 2024, PapyRossa, ISBN 978-3-89438-821-8

### Übersetzungen aus dem Französischen
- Marie de Gournay: Zur Gleichheit von Frauen und Männern (Philosophinnen. Band 6). Mit Ingeborg Nödinger. Ein-Fach, Aachen 1997, ISBN 3-928089-16-1
- Gilbert Badia: Clara Zetkin. Eine neue Biographie. Mit Ingeborg Nödinger. Dietz, Berlin 1994, ISBN 3-320-01834-5.